# Calycomyza durantae
Calycomyza durantae är en tvåvingeart som beskrevs av Spencer 1973. Calycomyza durantae ingår i släktet Calycomyza och familjen minerarflugor.
Artens utbredningsområde är Florida. Inga underarter finns listade i Catalogue of Life.